# Cosmarium braunii
Cosmarium braunii là một loài Song tinh tảo trong họ Desmidiaceae, thuộc chi Cosmarium.